# Torralba de Oropesa (kommun)
Torralba de Oropesa är en kommun i Spanien.   Den ligger i provinsen Toledo och regionen Kastilien-La Mancha, i den centrala delen av landet, 130 km väster om huvudstaden Madrid. Antalet invånare är 271.